# Fabrykant (komedia)
Fabrykant – komedia Józefa Korzeniowskiego w dwóch aktach. Prapremiera odbyła się w warszawskim Teatrze Rozmaitości w 1844. Opublikowana w 1846.

## Treść
Utwór stanowi satyrę na rewolucję przemysłową. Akcja rozgrywa się na Podolu. Bohaterem jest Józef Zalicki – szlachcic ślepo zafascynowany rozwojem przemysłu, choć nie ma o tym pojęcia. Pan Zalicki całą swą uwagę poświęca założonej przez siebie fabryce koczy, których nikt jednak nie chce kupować. Martwi to jego żonę (Annę) która chciałaby, aby mąż poświęcał więcej czasu jej. Jej brat (Henryk), który długo przebywał na nauce w Niemczech (więc pan Zalicki jeszcze go nie zna), postanawia pomóc. Henryk zjawia się we wsi w przebraniu Niemca i przedstawia się jako fabrykant Wilhelm Sztok. Próbuje on przekonać pana Zalickiego do porzucenia marzeń o fabryce, wzbudzając w nim lęk o dwie najważniejsze rzeczy: byt materialny i wierność żony. Wszystko jednak na marne, gdyż po wyjawieniu całego fortelu pan Zalicki natychmiast idzie z powrotem do fabryki.